# Johann Cilenšek
Johann Cilensek (født 4. december 1913 i Oberlausitz - død 14. december 1998 i Erfurt Tyskland) var en tysk komponist, pianist og organist.
Cilensek studerede komposition og orgel på Leipzigs musikkonservatorium hos bl.a. Johann Nepomuk David.
Han komponerede fem symfonier, orkesterværker, kammermusik, vokalmusik, instrumentalmusik for mange instrumenter etc. Cilensek underviste efter anden verdenskrig på Franz Liszt academy of Music i Weimar.

## Udvalgte værker
- Symfoni nr. 1 (1954) - for orkester
- Symfoni nr. "Symphony with Funeral Music" (1956) - for orkester
- Symfoni nr. 3 (1957) - for orkester
- Symfoni nr. 4 "for String Orchestra" (1958) - for strygeorkester
- Symfoni nr. 5 "Konzertante Sinfonie" (1959) - for orkester
- Sinfonietta (1963) - for orkester